# Liga Príncipe Mohammad bin Salman
La Liga de Yello (en árabe: دوري يلو‎) es la segunda categoría del fútbol profesional saudita. Su primera edición data de la temporada 1976-77 y es organizada por la Federación de Fútbol de Arabia Saudita.
El campeón y subcampeón del torneo obtienen el ascenso a la máxima categoría la Liga Profesional Saudí, mientras los dos últimos de la clasificación son relegados a la Tercera División.

## Equipos temporada 2024-25
| Club           | Ubicación       | Estadio                                         | Capacidad |
| -------------- | --------------- | ----------------------------------------------- | --------- |
| Abha Club      | Abha            | Prince Sultan bin Abdul Aziz Stadium            | 25,000    |
| Al-Adalah      | Al-Ahsa         | Estadio Príncipe Abdullah bin Jalawi            | 26.000    |
| Al-Ain         | Al-Atawilah     | Estadio de la C.D. Rey Saud (Al Bahah)          | 10,000    |
| Al-Arabi       | Unaizah         | Estadio del Departamento de Educación           | 10.000    |
| Al-Batin       | Hafar Al-Batin  | Al-Batin Club Stadium                           | 6.000     |
| Al-Bukiryah    | Al-Bukiryah     | Al-Bukiryah Club Stadium                        | 6.000     |
| Al-Faisaly     | Harmah          | King Salman Sport City Stadium                  | 5,200     |
| Al-Hazem       | Ar Rass         | Estadio Al Hazm                                 | 8.000     |
| Al-Jabalain    | Ha'il           | Príncipe Abdul Aziz bin Musa'ed                 | 12,000    |
| Al-Jandal      | Dumat al-Jandal | Estadio del Club Al-Oruba                       | 7,000     |
| Al-Jubail Club | Jubail          | Prince Nayef bin Abdul Aziz Sports City Stadium | 35.000    |
| Al-Najma SC    | Unaizah         | Estadio del club Al-Najma                       | 3.000     |
| Al-Safa FC     | Safwa           | Estadio del club Al-Safa                        | 3.500     |
| Al-Tai SC      | Hail            | Estadio Príncipe Abdul Aziz bin Musa'ed         | 12.250    |
| Al-Zulfi FC    | Al Zulfi        | Estadio Al-Zulfi                                | 3.000     |
| Jeddah         | Jeddah          | Estadio Reserva en la C.D. Rey Abdullah         | 1,000     |
| Neom SC        | Tabuk           | Ciudad Deportiva Rey Khalid                     | 12.000    |
| Ohod           | Medina          | Príncipe Mohammed bin Abdul Aziz                | 24,000    |

## Palmarés
| Temporada | Campeón          | Subcampeón     |
| --------- | ---------------- | -------------- |
| 1976–77   | Ettifaq          | Al-Nahda       |
| 1977–78   | Al-Riyadh        | Al-Ta'ee       |
| 1978–79   | Al-Shabab        | Ohod           |
| 1979–80   | Al-Jabalain      | Al-Riyadh      |
| 1980–81   | Ohod             | Al Rouda       |
| 1981–82   | Al-Shabab        | Al-Nasr        |
| 1982–83   | Al-Wehda         | Al-Riyadh      |
| 1983–84   | Ohod             | Al-Jabalain    |
| 1984–85   | Al-Ta'ee         | Al-Kawkab      |
| 1985–86   | Al-Ansar         | Al-Raed        |
| 1986–87   | Al-Kawkab        | Ohod           |
| 1987–88   | Hajer            | Al Rouda       |
| 1988–89   | Al-Riyadh        | Al-Raed        |
| 1989–90   | Al-Najma         | Al-Arabi       |
| 1990–91   | Al-Nahda         | Ohod           |
| 1991–92   | Al-Raed          | Al-Najma       |
| 1992–93   | Al-Nahda         | Ohod           |
| 1993–94   | Al-Najma         | Al Rouda       |
| 1994–95   | Al-Ta'ee         | Al Taawon      |
| 1995–96   | Al-Wahda         | Al-Ansar       |
| 1996–97   | Al Taawon        | Al-Shoulla     |
| 1997–98   | Hajer            | Al-Ansar       |
| 1998–99   | Sdoos            | Al-Raed        |
| 1999–2000 | Al-Ansar         | Al-Qadisiya    |
| 2000–01   | Al-Ta'ee         | Al-Shoulla     |
| 2001–02   | Al-Qadisiya      | Al-Raed        |
| 2002–03   | Al-Wehda         | Al-Khaleej     |
| 2003–04   | Ohod             | Al-Ansar       |
| 2004–05   | Al-Hazem         | Abha           |
| 2005–06   | Al-Khaleej       | Al-Faisaly     |
| 2006–07   | Al-Watani        | Najran         |
| 2007–08   | Al-Raed          | Abha           |
| 2008–09   | Al-Qadisiya      | Al-Fateh       |
| 2009–10   | Al-Faisaly       | Al Taawon      |
| 2010–11   | Hajer            | Al-Ansar       |
| 2011–12   | Al-Shoulla       | Al-Wahda       |
| 2012–13   | Al-Orubah        | Al-Nahda       |
| 2013–14   | Hajer            | Al-Khaleej     |
| 2014–15   | Al-Qadisiya      | Al-Wahda       |
| 2015–16   | Al-Ettifaq       | Al-Batin F. C. |
| 2016–17   | Al-Fayha         | Ohod Club      |
| 2017–18   | Al-Wehda Club    | Al-Hazm        |
| 2018–19   | Abha             | Damac          |
| 2019–20   | Al-Batin F. C.   | Al-Qadisiyah   |
| 2020–21   | Al-Hazm          | Al-Fayha       |
| 2021–22   | Al-Khaleej       | Al-Adalah      |
| 2022–23   | Al-Ahli Saudí FC | Al-Hazm        |
| 2023–24   | Al-Qadisiyah FC  | Al-Orobah      |
| 2024–25   | Neom SC          | Al-Najma SC    |

## Títulos por club
| Club             | Títulos | Años campeón           |
| ---------------- | ------- | ---------------------- |
| Hajer Club       | 4       | 1988, 1998, 2011, 2014 |
| Al-Wehda         | 4       | 1983, 1996, 2003, 2018 |
| Al-Qadisiyah     | 4       | 2002, 2009, 2015, 2024 |
| Ohod             | 3       | 1981, 1984, 2004       |
| Al-Tai           | 3       | 1985, 1995, 2001       |
| Al-Raed          | 2       | 1992, 2008             |
| Al-Ansar         | 2       | 1986, 2000             |
| Al-Najma         | 2       | 1990, 1994             |
| Al-Nahda         | 2       | 1991, 1993             |
| Al-Riyadh        | 2       | 1978, 1989             |
| Al-Ettifaq       | 2       | 1977, 2016             |
| Al-Hazm          | 2       | 2005, 2021             |
| Al-Khaleej       | 2       | 2006, 2022             |
| Al-Oruba         | 1       | 2013                   |
| Al-Shoalah       | 1       | 2012                   |
| Al-Faisaly       | 1       | 2010                   |
| Al-Watani        | 1       | 2007                   |
| Sdoos Club       | 1       | 1999                   |
| Al-Taawon        | 1       | 1997                   |
| Al-Kawkb         | 1       | 1987                   |
| Al Jabalain      | 1       | 1980                   |
| Al-Shabab        | 1       | 1979                   |
| Al-Fayha         | 1       | 2017                   |
| Abha             | 1       | 2019                   |
| Al-Batin F. C.   | 1       | 2020                   |
| Al-Ahli Saudí FC | 1       | 2023                   |
| Neom SC          | 1       | 2024                   |